# 郭驥遠
郭驥遠，字子展，号云亭，山西潞州潞城縣（今山西省潞城市）人，清朝政治人物、進士出身。
郭承恩子，道光二十五年（1845年），登乙巳恩科進士，改翰林院庶吉士，后授翰林院编修，官左春坊左赞善。